# Cartaya
Cartaya és una localitat i municipi espanyol de la província de Huelva, comunitat autònoma d'Andalusia. L'any 2011 tenia 19.044 habitants. La seva extensió superficial és de 226,4 km² i té una densitat de 84,12 hab/km².
Cartaya va ser fundada com a nucli urbà, pel Marquès de Gibraleón, D. Pedro de Zúñiga, en l'estuari del riu Piedras, encara que el seu nom provenir de la paraula fenici "Carteia" que significa ciutat pel que presumiblement el seu poblament, encara que no continuat, és més antic. Diferents vestigis trobats en el seu territori han estat datats des de l'època del Baix Imperi Romà doncs aquesta es trobava en un important nus de comunicacions entre est i oest. També es troba documentada l'existència de nuclis de població en alqueries limítrofes en l'alta edat mitjana que constaten que des de temps antics s'habitava aquesta zona.
L'economia del municipi es basa principalment en el sector primari, encara que en els últims anys del segle XX es va fomentar el sector serveis recorrent a les seves possibilitats d'oci per trobar-se en zona costanera i els seus paratges naturals. La renda per capita és alta, considerant els municipis confrontants. Els nuclis de El Rompido i de Nuevo Portil, juntament amb les nombroses urbanitzacions en les últimes dècades, ha possibilitat, a més, un important creixement demogràfic.
Del seu terme cal destacar els seus 4 km de platges (El Rompido, Platja de San Miguel, Platja de Nuevo Portil, i la part més occidental de El Portil, una imatge urbanística atípica a causa de la segregació de Punta Umbría), així com, l'antic Convent de la Santíssima Trinitat, l'Església Parroquial, l'ermita de Santa Maria de Consolació i el Castell dels Zúñiga.

## Toponímia
El topònim "Cartaya" sembla de procedència fenícia: Qart o Carteia, que podria traduir-se com "La ciutat". No s'ha de confondre, no obstant això, amb Libertinorum Carteia, a San Roque. En època andalusina va aparèixer sota el nom de qarqaya, fonèticament molt semblant a l'actual.

## Símbols
El blasó municipal, aprovat per decret de 21 de juliol de 1972, i publicat al BOE el 24 d'agost d'aquell any. és el següent:
| « | De gules, castell d'or adjurat de sinople sostingut de muntanya al natural, i aquest sostingut d'ones de plata i atzur. A banda i banda del castell, dos macers. | » |

La bandera municipal va ser provada en el ple municipal de 10 d'agost de 1998 i té la següent descripció:
| « | Vermella amb sis franges en el baix, tres blanques i tres blaus. Centrades i sobreposades les armes locals. | » |

## Geografia física
Cartaya es troba a 26 km de Huelva i a 112 km de Sevilla. Queda representat en el full del MTN50: núm. 999 (2001).
Localització

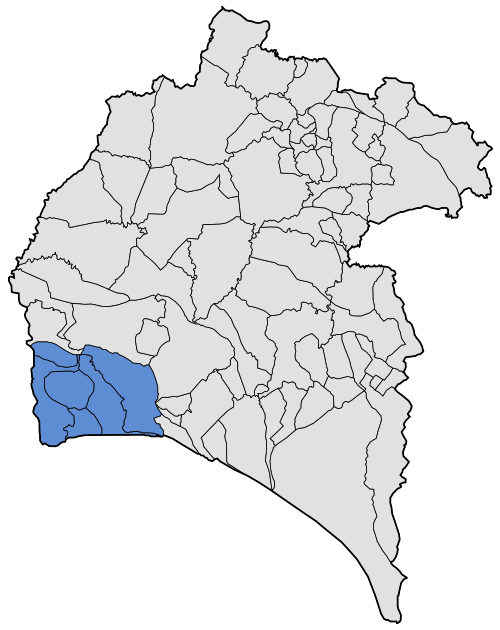
Comarca de la Costa Occidental de Huelva.

El terme municipal de Cartaya està situat al sud-oest de la província de Huelva, a la zona de costa i limitada d'Est a Sud pel riu Piedras i la seva desembocadura, donant origen a la Platja de San Miguel. El nucli urbà es troba a peus de la ribera del Piedras mentre que els nuclis de El Rompido i El Portil -aquest últim també pertany a Punta Umbría-, es troben a la desembocadura del Piedras i a peus de l'Atlàntic respectivament.
El terme municipal té una extensió de 226,4 km² amb una altitud mitjana de 26 msnm.
Poblacions limítrofes
El terme municipal de Cartaya limita amb: la localitat més propera, a vuit quilòmetres, que és Lepe, la frontera és el riu Piedras ; també limita, al nord-oest amb Gibraleón i al sud-est amb Punta Umbría, localitat que va segregar de Cartaya en els anys 1960.
| Nord-oest: Sanlúcar de Guadiana i Villanueva de los Castillejos | Nord: Villanueva de los Castillejos | Nord-est: Gibraleón                |
| Oest: Lepe                                                      | Rosa dels vents                     | Est: Gibraleón, Aljaraque i Huelva |
| Sud-oest Lepe                                                   | Sud: Oceà Atlàntic                  | Sud-est: Punta Umbría              |

### Orografia
El nucli urbà es troba proper a la dreta de la ribera del riu Piedras, llit en la desembocadura se situa el llogaret d'El Rompido. Radicalment és la zona més interior, de pinedes i petites elevacions que la fan més abrupta. Per això el relleu de la zona pot resumir-se en l'existència de tres unitats geogràfiques que correspondrien a la zona fluvio-litoral formada en el període Quaternari de la Platja de San Miguel, a la zona de campiña i a la zona de muntanya baixa.
El sòl el componen graves i conglomerats de cobertures detrítiques, glacis i erosió de vessant. A les zones muntades destaquen els afloraments de pissarres paleozoiques.
Xarxa geodèsica
| Terme municipal | Punt geodèsic | Altitud | Nombre | Hoja MTN | Coordenades                            |
| --------------- | ------------- | ------- | ------ | -------- | -------------------------------------- |
| Cartaya         | Miramundo     | 170,158 | 98093  | 980      | 37° 17′ N, 7° 09′ O / 37.283°N,7.150°O |

### Climatologia
El clima és de tipus mediterrani continentalitat òbviament mediatitzat per la seva proximitat al mar. Els hiverns són molt suaus, rarament les temperatures arriben a ser negatives i no solen baixar dels 10 °, per contra, els estius són molt càlids registrant-se mitjanes en els mesos de juliol i agost de més de 33°. La mitjana anual se situa en els 18°. Les precipitacions no solen ser molt abundants. El 16 d'abril de 2010 un tornado de 40 metres de diàmetre va arrasar cultius i va derrocar arbres en la localitat.
A continuació, es mostra la mitjana de temperatures i precipitacions al llarg de l'any 2007:
| Mesos                        | gen  | feb  | mar  | abr | mai  | jun  | jul  | ago  | set  | oct  | nov  | des  | Mitjana |
| Temperatures màximes (ºС)    | 16,3 | 17,3 | 19,7 | 21  | 24,8 | 27,5 | 32,7 | 31   | 28,1 | 25   | 21   | 17,1 | 23,5    |
| Temperatures mínimes (ºС)    | 6    | 8,5  | 6,9  | 9,7 | 12   | 15,5 | 21   | 22,7 | 20   | 15,9 | 11,7 | 10,2 | 13,5    |
| Precipitacions mitjanes (mm) | 42   | 64   | 16   | 33  | 36   | 4    | 2    | 4    | 55   | 48   | 52   | 21   | 373     |
| ---------------------------- | ---- | ---- | ---- | --- | ---- | ---- | ---- | ---- | ---- | ---- | ---- | ---- | ------- |

### Hidrologia
El seu principal curs fluvial és el riu Piedras, que constitueix el límit oriental del seu terme i ho delimita amb el municipi de Lepe. Neix al terme municipal de El Almendro, encara que la major part dels rierols que li donen origen i que procedeixen de la serra de El Almendro, neixen al terme municipal de Villanueva de los Castillejos. Originalment desembocava al poble de El Rompido, topònim que es va originar perquè era en aquesta zona on les ones "trencaven" contra els sediments del riu. Aquests sediments dipositats en direcció est, van possibilitar gran mobilitat a la ria del Piedras, desenvolupant de manera ràpida nombrosos paratges com la Llacuna de El Portil quan aquesta va quedar tancada.
L'Embassament del Chanza, en un altre municipi, proveeix d'aigua a la localitat.

### Ecologia
Existeix una important massa forestal composta per extenses pinedes (unes 12.000 hectàrees), ginebres, noves plantacions d'eucaliptus i unes quantes zones, molt petites, d'alzinars i suredes. Tot això, al costat del denominat Paratge Natural dels aiguamolls del Riu Piedras i Fletxa de  Nueva Umbria en Lepe, componen una extensa terra en relatiu estat semiverge.

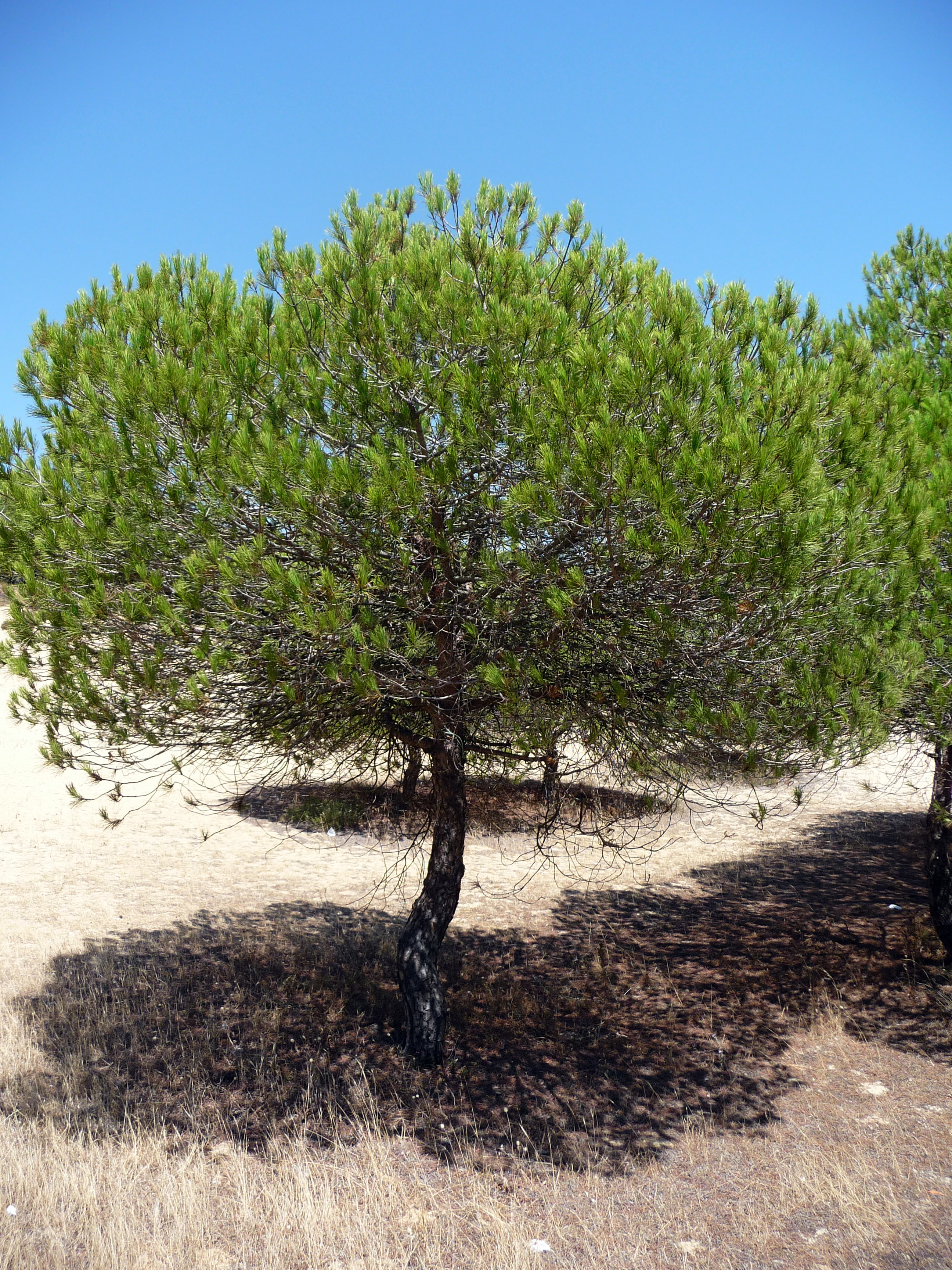
Pi en Aigües del Pi, platja de Sant Miquel.
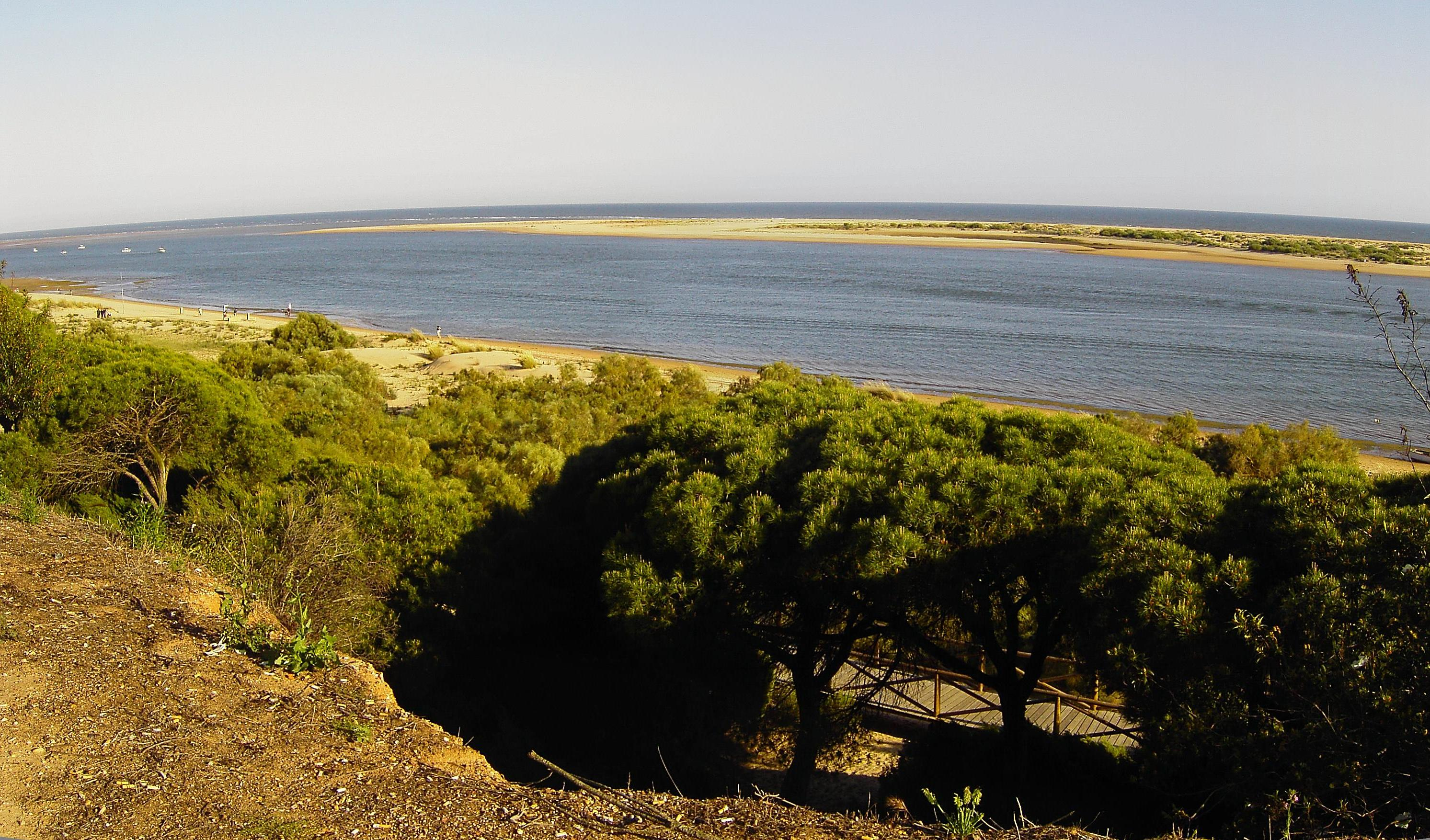
Fletx de Nueva Umbria
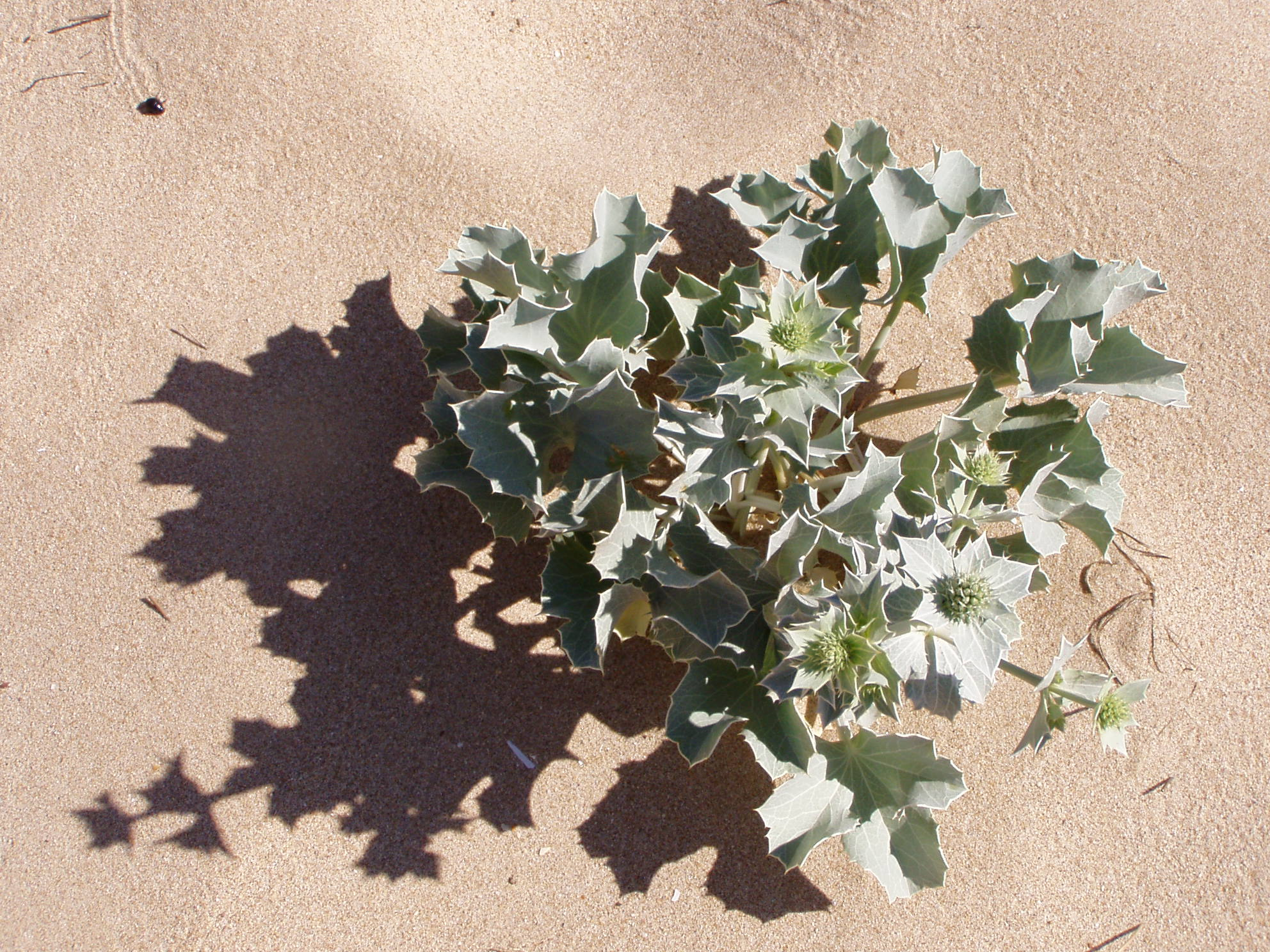
Card de mar.

## Història

### Prehistòria
Existeixen poques proves arqueològiques prehistòriques a la zona. Entorn de la desembocadura del Piedras s'ha trobat petites peces d'indústria lítica del Paleolític inferior, com jaciments Acheulià primerencs (cants i alguns bifaços i pics) o del Paleolític mitjà tipus mosterià. No existeix cap connexió entre les poblacions de les ribes del Piedras, l'Odiel o del Tinto. Les primeres proves històriques de població en l'actual nucli urbà de Cartaya no es daten fins a època fenícia.

### Romanizatció
Si el nucli de Cartaya i la seva costa propera (on hi ha nombroses troballes de restes) no van ser probablement habitats fins a l'arribada fenícia no serà fins segle després quan es procedeixi a un avanç significatiu. En època romana es trobava enclavada en les regions denominades "Betúria Cèltica" i "Túrdula", dins de la província senatorial romana de la "Bètica". Cartaya se situava propera al trajecte de la calçada que unia les ciutats de Praesidio i Ad Rubras i per zona podria disposar-se a la zona certa indústria terrissera, sobretot àmfores, davant la demanda dels assentaments de Punta Umbría o Onuba Aesturia.
Com és comú a tota la zona de Huelva, la presència visigoda a la comarca va ser molt poc significativa.

### Edat mitjana

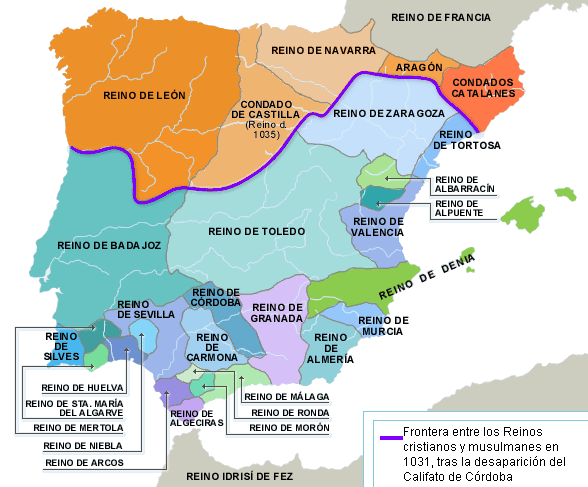
Situació de la Taifa de Huelva a la península cap al.

Durant l'època d'Al-Àndalus, sota el nom de Cashtm aquestes terres van quedar enclavades a la Cora de Labla, una Cora pertanyent a Gharb al Andalus. Després de la caiguda del Califat de Còrdova en 1012 es va integrar a la Taifa de Huelva fins que aquest també va desaparèixer i en 1052 es va integrar en la Taifa de Sevilla.
Després de la conquesta cristiana del nord de Huelva, al segle xiii, després de la presa per Alfons X el Savi en 1262 de les ciutats de Niebla i Huelva, l'actual província de Huelva va cobrar importància com a territori fronterer amb Portugal, servint de fre a la política expansionista d'aquest país i denominant-se Banda Gallega a gran part d'aquesta frontera. Serà ja el 1269 quan es configura la frontera amb Lepe a través del Piedras :
| «                                          | Otrosí mandamos a Maestre Fernán García […] que partiesen los términos entre Gibraleón e Ayamonte e ellos partieronlos e pisieron los moxones de esta guisa. Como caye el río de las Piedras en la Mar e va derechamente arriba e sacude a la Alcaria de Mertola e de esta Alcaria a Moxon cubierto hasta Guadiana. | » |
| — Según copia de D. Corpas González, 1917. | |   |

### Edat Moderna

Escut d'armes de la família Zúñiga. És a partir del quan la presència dels Zúñiga possibiliten un assentament definitiu de població a Cartaya.

Durant els segles XV i XVI Cartaya va passar a formar part de les senyories de la Casa de Zúñiga. La zona era insegura doncs era freqüentment atacada per pirates barbarescos i normands. Fins que el marquès de Gibraleón, Pedro de Zúñiga y Manrique de Lara, no va guanyar un plet a Alfons de Guzmán, senyor d'Ayamonte i Lepe, pel qual va poder establir un pas en barca a través del riu Piedras i fundar al costat d'ell la població per poder defensar aquest pas, no va haver-hi a la zona certa normalitat. Set anys després va manar iniciar les obres del castell, situat avui a l'oest de l'actual nucli urbà i del que només es conserva el pati d'armes. La construcció de la fortalesa, refugi ideal per a la població, acaba per consolidar l'actual poblament. També en aquesta data es va edificar la primera església, d'estil mudèjar, sobre la qual posteriorment es va aixecar l'actual Parròquia de Sant Pere. El seu descendent, Álvaro de Zúñiga, va consolidar el poder familiar en la Baixa Andalusia i el seu primogènit, en casar amb la filla de Joan Alfons III de Guzmán, es va fer finalment en dot d'Ayamonte, la propera Lepe i La Redondela.
Esment a part, cal destacar especialment el Port de la Ribera. Aquest va gaudir ja en 1509 d'un indubtable tràfic, tenint comerç amb el Port de Sevilla (pescant en ell una nau procedent de Cartaya) o amb Flandes. Les naus cartayeras pescaven a Cap Espartel i Cap Bojador i existia transport de cabotatge, comerç de vi i gra. També disposava de drassanes documentant-se la fabricació de caravel·les al segle xv. Mentre, el port del castell de San Miguel de Arca de Buey, a la desembocadura del Piedras va començar a quedar aïllat. Malgrat això Cartaya no va tenir la importància que poblacions més o menys properes com Palos de la Frontera o Moguer van tenir en l'esdevenir històric en la navegació. Així i tot mariners locals van ser partícips tant en el primer viatge colombí, on apareixen noms com Talafar, Vizcaino i Alonso Rodríguez, com que a la Segona expedició colombina, on van marxar també a la caravel·la La Niña el mariner cartayero Rodrigo Calafar, en la caravel·la San Juan Alonso Rodríguez i en la caravel·la Cardera Juan Vizcaíno.
L'encara insegura població va moure als trinitaris de la Mercè Descalça, orde dedicat a la redempció de captius, a establir-se en la localitat com ja ho havia fet en altres localitats properes. Així i tots els poblaments continuen sent inestables desapareixent antics llogarets medievals com la de San Miguel de Arca de Buey i amb descens poblacional al nucli com a conseqüència d'una epidèmia de pesta a 1602. Aquesta etapa crítica contrasta amb la de segles posteriors, sobretot quan en el segle xviii es desenvolupa gran part de l'actual trama urbana de Cartaya malgrat les presumibles destrosses (com a l'edifici conventual) del terratrèmol de Lisboa de 1755.

### Edat Contemporània

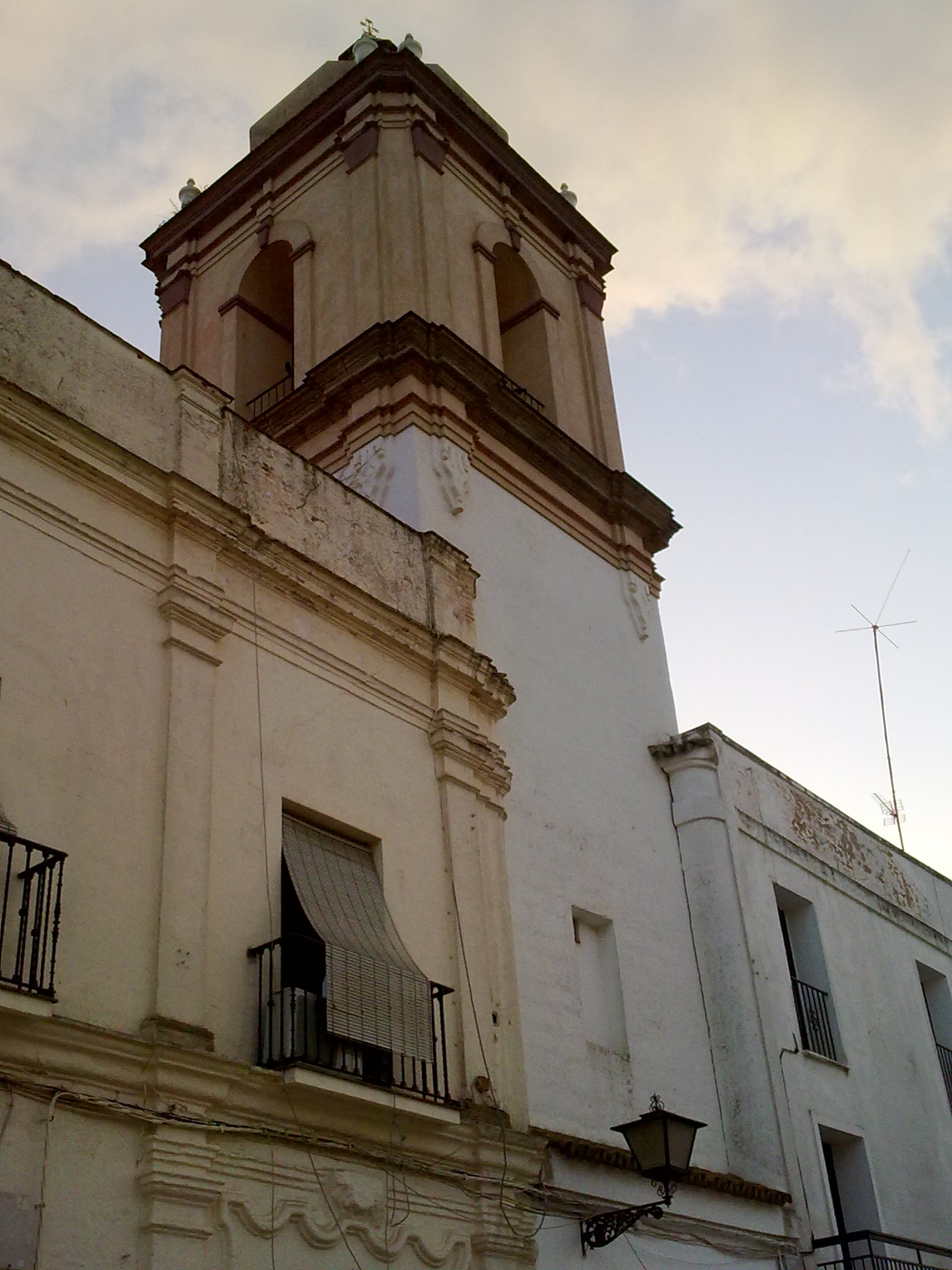
Convent de la Santíssima Trinitat.

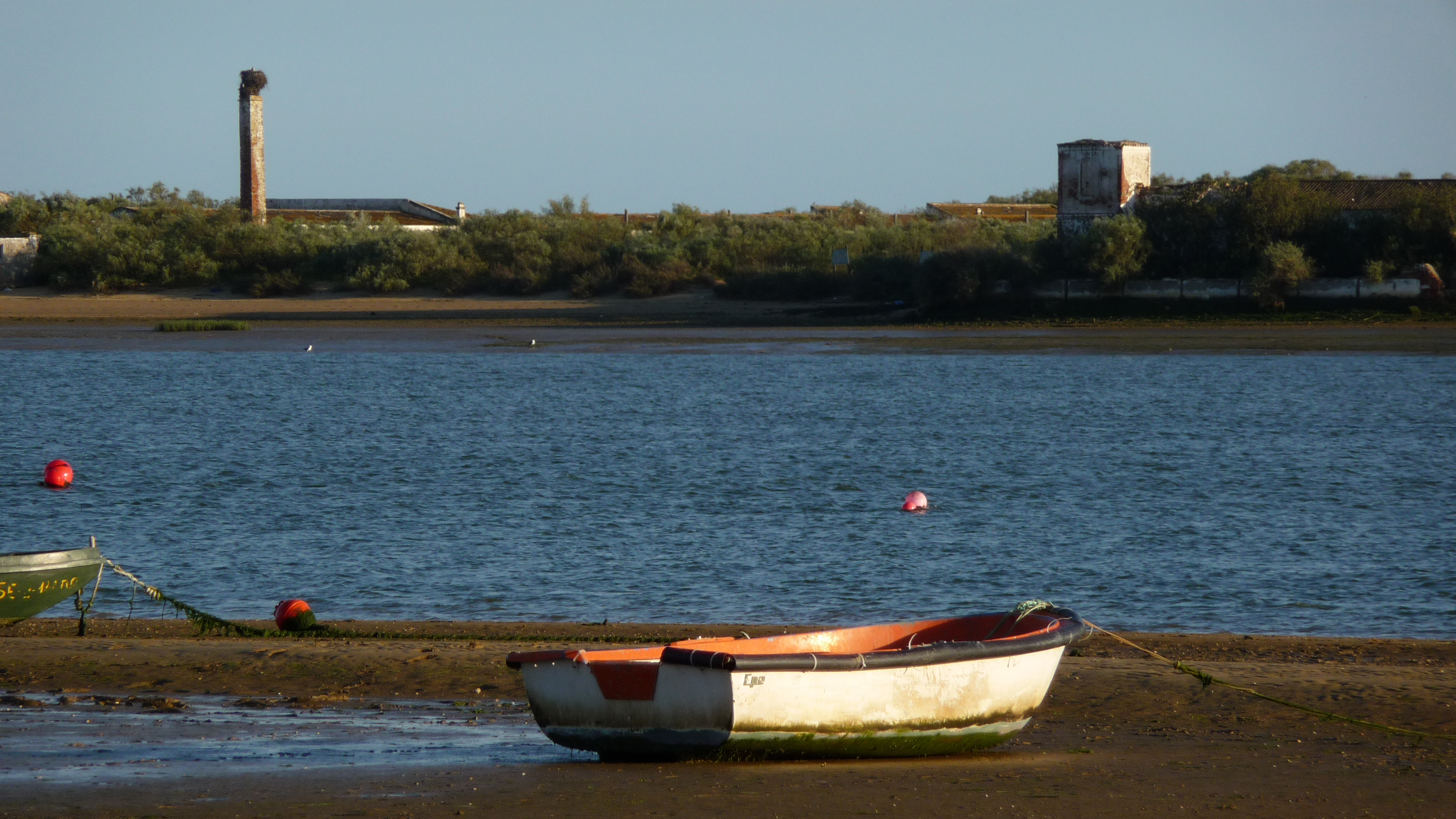
Vista de l'antiga almadrava enfront de El Rompido. La pesca de la tonyina va atreure a nombrosa població portuguesa i d'altres llocs d'Espanya que finalment va acabar arrelant.

Durant els anys 1804 a 1808 va pertànyer a la Província marítima de Sanlúcar de Barrameda i al regne de Sevilla fins a la nova divisió administrativa de 1833, va acabar englobant-se a la nova província de Huelva.
En l'últim terç de segle sorgeix el poblat de El Rompido. Si bé anteriorment havien existit altres petits assentaments a la desembocadura del Piedras durant aquests anys es va començar a treballar una almadrava enl'altra banda del riu. Com les comunicacions terrestres amb Cartaya debien fer-se des del marge esquerre del riu es van establir famílies en l'actual nucli. Aquestes famílies van ser formades generalment per homes de procedència forana, molts d'elles procedien del veí Portugal, amb dones cartayeras. Cognoms portuguesos com AlmeidaoBritosón encara comuns a la zona.

### Segle XX i Segle XXI
En 1963 es va produir la segregació del nucli de Punta Umbría. Davant les demandes d'aquest per la seva llunyania al nucli i el seu creixement turístic i econòmic, l'Ajuntament havia posat en marxa un expedient sol·licitant al Consell de Ministres la revocació del Decret de 15 gener de 1959 que acordava la seva segregació del nucli matriu. Finalment les gestions no van prosperar i el 26 d'abril de 1963 Punta Umbría es va convertir en una nova localitat de la província amb frontera amb prou feines a vuit quilòmetres de El Rompido. A partir de llavors es va proposar El Portil com a espai per a la seva dinamització turística. En 1968 es va aprovar un pla de dinamització que va resultar fallit propiciat amb prou feines un lleu desenvolupament de la zona.
Amb l'arribada de la democràcia i la promulgació de la Constitució espanyola de 1978 Cartaya, com tot l'Estat, va aconseguir noves competències i experiment un important desenvolupament situant-se entre una de les localitats més poblades en l'actualitat a la província de Huelva.

## Població i ordenació urbanística

### Nuclis de població
Compost pel nucli provincial de Cartaya, el poble de El Rompido (i les seves urbanitzacions veïnes de Urberosa i Los Pinos) i la urbanització de Nuevo Portil. A més existeix un gran nombre d'edificacions en disseminat.
| Nuclis de població | Habitants | Coordenades                                        | Distància (km) |
| ------------------ | --------- | -------------------------------------------------- | -------------- |
| Cartaya            | 19.044    | 37° 16′ 59″ N, 7° 09′ 17″ O / 37.28306°N,7.15472°O | 0              |
| El Rompido         | 1.737     | 37° 13′ 04″ N, 7° 07′ 20″ O / 37.21778°N,7.12222°O | 8              |
| Nuevo Portil       | 1.134     | 37° 12′ 52″ N, 7° 03′ 17″ O / 37.21444°N,7.05472°O | 11             |

### Demografia
La població el 2009 és de 17.905 persones, composta per 9.198 homes i 8.707 dones. El creixement en els darrers anys ha estat significatiu, duplicant-se la població de fet que existia a la fi dels anys 1980. En els anys 1960 va disminuir notablement el cens perquè en 1963 es va independitzar de Cartaya la pedania de Punta Umbría.
| Evolució demogràfica de Cartaya entre 1900 i 2009                      |
| ---------------------------------------------------------------------- |
|                                                                        |
| Gràfica elaborada per: Viquipèdia basant-se en les dades de l'INE-2009 |

Piràmide de població
De l'anàlisi de la piràmide de població es dedueix el següent:
- La població menor de 20 anys és el 23% de la població total.
- La població compresa entre 20-40 anys és el 37%
- La població compresa entre 40-60 anys és el 26%
- La població major de 60 anys és el 14%

Aquesta estructura de la població és típica al règim demogràfic modern, amb una evolució cap a un envelliment de la població i una disminució de la natalitat anual.
Immigrants
La població estrangera empadronada en 2009 suma 3.197 habitants, que representa un percentatge del 17% del padró, molt superior a la mitjana nacional i regional, sent les nacionalitats més nombroses la marroquina (876 habitants), la romanesa (1003) i l'equatoriana (120)).

## Política i Administració Pública

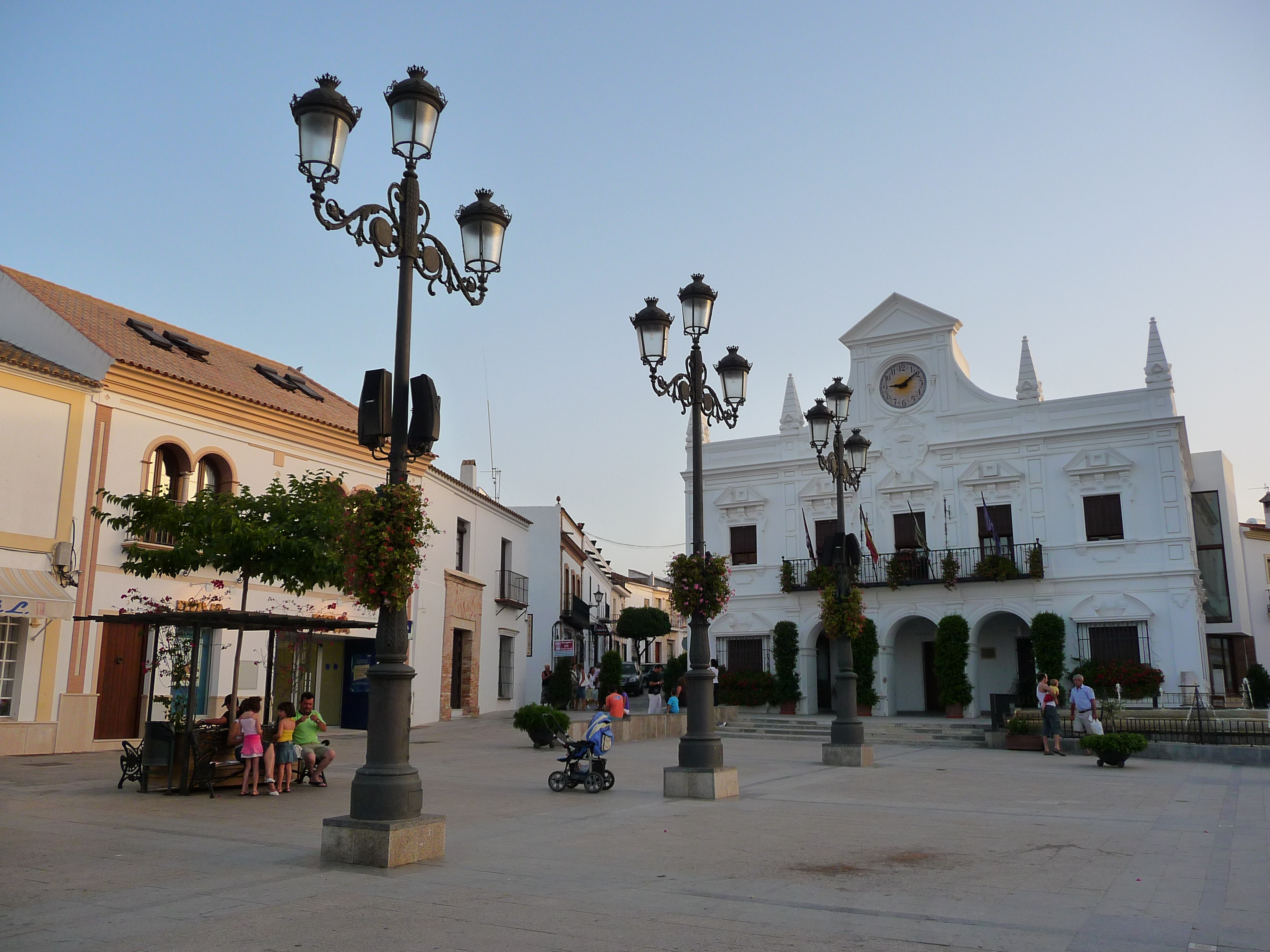
Ajuntament.

### Administració Local
L'administració política del municipi es realitza a través d'un Ajuntament de gestió democràtica els components de la qual es trien cada quatre anys per sufragi universal. El cens electoral està compost per tots els residents empadronats a Cartaya majors de 18 anys i nacionals d'Espanya i dels altres països membres de la Unió Europea.
Segons el que disposa la Llei del Règim Electoral General, que estableix el nombre de regidors elegibles en funció de la població del municipi, la Corporació Municipal de Cartaya està formada per 17 regidors. En les últimes Eleccions Municipals celebrades el 2007 va ser elegit alcalde Juan Miguel Polo Plana sent la constitució de l'Ajuntament la següent:
| Partido político                 | 2007  | 2007     | 2007 |
| Partido político                 | %     | Regidors |      |
| Independents per Cartaya         | 26,68 | 5        |      |
| Partit Socialista Obrer Espanyol | 24,83 | 5        |      |
| Partit Popular                   | 24,22 | 4        |      |
| Partit Andalusista               | 9,64  | 1        |      |
| Unió, Progrés i Democràcia       | 8,28  | 1        |      |
| Esquerra Unida                   | 5,11  | 1        |      |

| Període         | Nom de l'alcalde           |
| --------------- | -------------------------- |
| 1979-1983       | Pedro Jurado Hachero       |
| 1983-1987       | Guillermo Pérez Gómez      |
| 1987-1991       | Miguel Romero Palacios     |
| 1991-2011       | Juan Antonio Millán Jaldón |
| 2011-actualitat | Juan Miguel Polo Plana     |

## Economia
Activitat empresarial i ocupació
L'any 2008, existien en el municipi, un total de 1.105 empreses, de les quals 990, tenien una plantilla de menys de 5 treballadors, 91 empreses tenien una plantilla entre 6 i 19 treballadors i amb una plantilla superior a 20 treballadors hi havia només 24 empreses. Amb la crisi econòmica actual que s'està produint a tot Espanya, és possible que les dades corresponents en l'actualitat (2010) siguin sensiblement inferiors a aquestes xifres perquè són moltes les empreses que estan cessant en les seves activitats.
Així mateix Cartaya pertany a la Mancomunitat de Municipis Beturia pel que aquesta com la comarca en la qual s'integra duu a terme diferents iniciatives per promoure el desenvolupament econòmic. Una d'elles va ser la creació de l'Escola d'Empreses de Cartaya (ULOPA) que s'encarrega de la dinamització econòmica local.
Renda disponible
Segons la base de dades que ofereix l'Institut d'Estadística d'Andalusia (IEA), la renda neta mitjana declarada per habitant resident a Cartaya a 2006 era de 15.565,08 €.

### Sector primari
Agricultura
En els últims anys la ramaderia ha perdut cert pes a la comarca. L'antiga fira ramadera, que se celebrava conjunta a les festes patronals, va deixar ja de celebrar-se.
Tradicionalment ha tingut molta importància el cultiu de figues, cidra, ametlla i oliva (existia una cooperativa d'oli d'oliva fins als anys 1990), però són en l'actualitat els cítrics i el cultiu de maduixot (com ocorre en moltes localitats del sud provincial) els que contribueixen notòriament a l'economia cartayera. Aquest municipi ha vist com en els últims anys, i a causa de les necessitats laborals derivades de la recollida d'aquests cultius, es produïa un important flux migratori, especialment de ciutadans marroquins i d'Europa de l'Est. D'acord amb l'Institut d'Estadístiques d'Andalusia, la població estrangera resident representa el 16,29% del total.
A 2008, segons es desprèn de la informació obtinguda per l'Institut d'Estadística d'Andalusia la localitat disposava de la producció agrícola reflectida en la taula adjunta.
| Cultius herbacis  | Superfície                                | 476 ha                           |
| Cultius herbacis  | Principal cultiu herbaci de regadiu       | Maduixa i maduixot               |
| Cultius herbacis  | Superfície conreada de maduixa i maduixot | 227ha                            |
| Cultius herbacis  | Principal cultiu herbaci de secà          | Cereals d'hivern per a farratges |
| Cultius herbacis  | Superfície conreada de blat               | 9 ha                             |
| Cultius llenyosos | Superfície                                | 3.140ha                          |
| Cultius llenyosos | Principal cultiu llenyos de regadiu       | Taronger                         |
| Cultius llenyosos | Superfície d'oliverar de regadiu          | 1.433 ha                         |
| Cultius llenyosos | Principal cultiu llenyos de secà          | Ametller                         |
| Cultius llenyosos | Superfície d'oliverar de secà             | 180ha                            |

Ramaderia
Les mutacions econòmiques han impossibilitat un manteniment de l'economia ramadera a la zona. Si bé durant gran part del segle XX Cartaya si era significant en aquest sentit (existia una fira de bestiar molt reconeguda a la comarca), ara és poc més que testimonial, destacant si per ventura les granges d'aviram.
| Espècie animal | Caps    |
| Boví           | 107     |
| Oví            | 1.760   |
| Cabrum         | 1.664   |
| Porcí          | 686     |
| Aus            | 197.256 |
| Mular          | 176     |
| Equí           | 246     |
| Conilles mares | 12      |

Pesca
La base de l'economia cartayera tradicionalment també ha estat la pesca. El petit port i llotja de El Rompido no ha pogut competir amb altres ports propers i majors com els de Huelva o Isla Cristina, sobretot perquè no s'ha especialitzat en cap sector o en indústria. Malgrat això si nodreix bé a la zona i ven importants captures procedents del Piedras com tellerines. La ja desapareguda almadrava, en la riba oposada del riu, va significar el naixement de l'assentament del Rompido.
Dependent de la Conselleria d'Agricultura i Pesca de la Junta d'Andalusia està situat a Cartaya elCentre d'Investigació i Formació Pesquera i Aqüícola (CIFPA), en un edifici en el paratge de Aguas del Pino.

### Sector secundari
Indústria
El CTM Centre Transports i Mercaderies Fenadismerestà situat a la N-431 aprofitant la situació de Cartaya com a nus de comunicacions. ElPolígon industrial La Barca i elPolígon Industrial L'Estació, aquest últim amb 94.445 m2 d'extensió i 92 empreses instal·lades, complementen l'estructura econòmica de la localitat.

### Sector terciari
Comerç
Cartaya, juntament amb la propera Lepe, és una ciutat de serveis aprofitant la seva situació estratègica a la zona costanera central de la província i les seves comunicacions terrestres. Existeixen diverses instal·lacions comercials de mida mitjana i una gran superfície de la multinacional francesa Carrefour.
Turisme i infraestructura hotelera

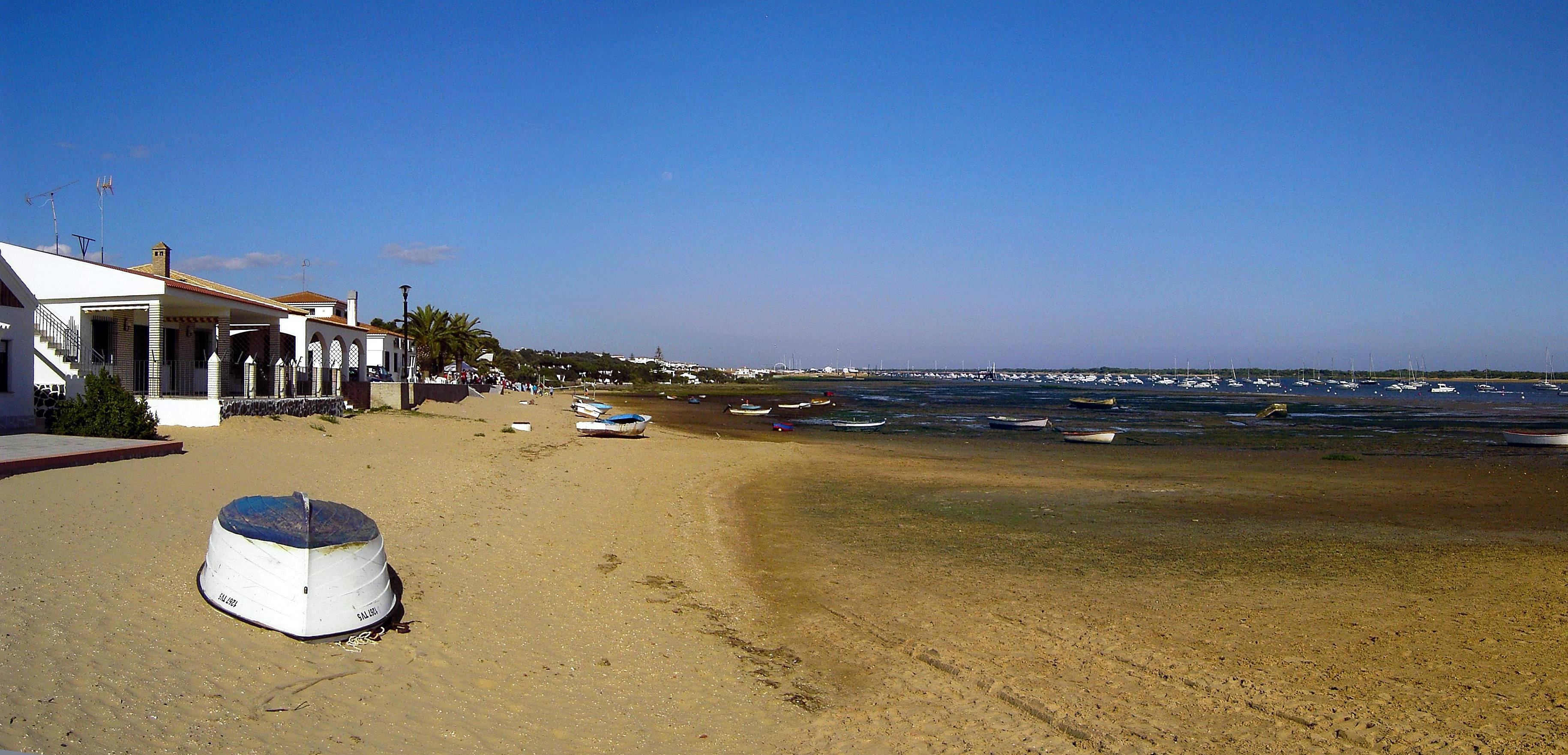
El Rompido.

Si bé a la fi del segle XX existia ja un important nombre de segones residències a la seva costa i una arribada durant l'estiu de famílies relacionades amb el poble ha estat a principis del segle xxi quan el turisme s'ha convertit en motor de la seva economia. L'oferta turística aprofitant els quilòmetres de platja que pertanyen al seu territori es concentra d'aquesta forma en els nuclis costaners de El Portil i El Rompido sobretot durant el període estival.
La infraestructura hotelera és recent, prenent-se per un model d'hotels de quatre i cinc estrelles buscant rendes altes. Solament un d'ells es troba en el nucli urbà.
| Hotel                | Estrellas |
| El Rompido Golf      | 5         |
| Cartaya Garden       | 4         |
| Playacartaya         | 4         |
| AC Nuevo Portil Golf | 4         |
| Fuerte El Rompido    | 4         |
| Plaza Chica          | 2         |

Fires comercials
Es disposa d'un pavelló per a fires comercials i de mostres al recinte firal de la localitat al qual se li sumarà aviat el Nou Pavelló de Certàmens Comercials per a la Costa de Huelvaque construeix l'Ajuntament en col·laboració amb la Diputació Provincial de Huelva. Les fires comercials organitzades a Cartaya són:
- Expo-citfresa. Fira de la maduixa i dels cítrics que durant els tres dies de celebració centralitza les activitats comercials i investigadores d'aquests cultius a la província.
- Fira del Cavall i els seus Complements. Tradicionalment Cartaya ha tingut una nombrosa cabanya equina. Anualment, durant tres dies, celebra al pavelló firal una mostra de cavalls i complements per a aquest.
- Fira agrícola i industrial. Simultàniament a les festes patronals se celebra des de 1964 aquesta fira dins d'un pavelló firal estable, amb una superfície per a expositors de 2000 m², més zones de magatzematge, cafeteria i oficines.
- Saló de l'automoció i la nàutica. Paral·lelament a la fira agrícola i industrial se celebra aquest saló Provincial de l'Automòbil, que va iniciar la seva marxa l'any 1993 i congrega al recinte del Centre de Transports de Mercaderies a tots els concessionaris oficials d'automòbils i camions de la província a més d'algunes marques nàutiques. Ambdues compten amb gran tradició a la comarca rebent una mitjana de 120.000 visites en els cinc dies que dura la mostra.

## Transport i comunicacions

### Regulació del trànsit urbà
L'article 7 de la Llei sobre trànsit, circulació i seguretat viària aprovat per RDL 339/1990 atribueix als municipis unes competències suficients per a permetre, entre d'altres, la immobilització dels vehicles, l'ordenació i el control del trànsit i la regulació dels seus usos.

### Comunicacions
Carreteres
Amb el tram d'enllaç de l'A-49 entre Huelva i Ayamonte es van solucionar els freqüents embusos que en èpoques estivals s'ocasionaven, sobretot, en les travessies de Lepe i Cartaya. Al segle passat es va truncar la unió amb el municipi de Lepe a través d'un pont sobre el Piedras entre El Rompido i El Terrón.
| Identificador | Denominació                       | Itinerari |
| ------------- | --------------------------------- | --- |
| A-49          | Autopista A-49                    | Comunica des de Sevilla a la frontera portuguesa per Ayamonte després del seu pas per Huelva. Enllaça amb Cartaya a través de la HV-3402 99, 106 y 107. |
| N-431         | Huelva - Ayamonte                 | Comunica Huelva amb Ayamonte passant per Cartaya a través de la travessia.                                                                              |
| A-497         | Huelva- enlace Cartaya            | Connecta Huelva amb la N-431 i la A-49 a la zona de l'antic baixador de ferrocarril.                                                                    |
| A-5053        | Cartaya - El Rompido              | Connecta el nucli urbà amb El Rompido i la A-5052. |
| A-5052        | El Rompido- Playa de La Bota      | Connecta El Rompido amb la Platja de la Bota, la A-4103 amb destinació Punta Umbría, la A-4105 amb destinació la A-497.                                 |
| A-5058        | Carretera Forestal de les Cumbres | De El Portil a Cartaya. |
| HV-3402       | Huelva- enlace Cartaya            | Connecta Cartaya amb la A-49, Tariquejos i la A-490. |

Transport públic
Existeixen habilitats baixadors en la travessia de Cartaya i en l'avinguda de El Rompido amb enllaços a Ayamonte, Huelva, Sevilla. Les connexions per tren van desaparèixer a la fi del segle XX amb la cancel·lació de la Línia de ferrocarril Gibraleón-Ayamonte. De caràcter turístic existeix una connexió per mitjà de barcassa entre les platges i la Fletxa de El Rompido durant període estival.

## Subministraments
Giahsa, és l'empresa instrumental de la Mancomunitat de Serveis de la província de Huelva creada per a la gestió del cicle integral de l'aigua i dels residus dels municipis de la província. És un organisme provincial per aconseguir un sistema tarifari raonable i comparable per al nivell de serveis demandats per la Mancomunitat. A Cartaya, Giahsa s'ocupa de controlar i supervisar les xarxes de sanejament i proveïment d'aigua potable i atén també a les necessitats de lampisteria de les dependències municipals.
Per al proveïment d'aliments peribles tals com (fruites, verdures, carn i peix) existeixen en la localitat diversos supermercats, alguns d'ells de cadenes nacionals tals com Mercadona, LIDL, Carrefour, Supermercats El Jamón o DIA, a més d'un bon nombre de petits establiments tradicionals d'alimentació i una plaça de proveïments municipal remodelada en 2010, on hi ha instal·lats diversos llocs de venda d'aliments especialitzats per productes (fruiteria, peixateria, carnisseria, etc.)

## Benestar social

### Educació
Existeixen diversos centres educatius que imparteixen des de l'etapa d'educació infantil fins a l'Educació Secundària Obligatòria i educació per a persones adultes. Aquests centres escolars depenen de la Conselleria d'Educació de la Junta d'Andalusia a la Delegació Provincial de Huelva: E.I. Virgen de Consolación, C.D.P. Patitos II, C.E.I.P. Juan Ramón Jiménez, C.E.I.P. Concepción Arenal, C.E.I.P. Maestro Juan Díaz Hachero, I.E.S. Rafael Reyes, I.E.S. Sebastián Fernández,C. E.PER. Cartaya.
Competència municipal
Des de la Regidoria d'educació es coopera amb l'Administració Educativa, participació en la gestió escolar i manteniment de Centres Escolars.

### Sanitat
L'atenció primària es presta al centre de salut situat al Avenida de El Rompido i un consultori a El Rompido, ambdós dependents de la Conselleria de Salut de la Junta d'Andalusia.
Competències municipals
En l'organització de l'Ajuntament no figura cap regidoria específica de salut o sanitat, no obstant això l'article 42 de laLlei General de Sanitat disposa que, els ajuntaments, sense perjudici de les competències de les altres Administracions Públiques, tindran les següents responsabilitats mínimes en assumptes relacionats amb la Sanitat.
- a) Control sanitari del medi ambient: Contaminació atmosfèrica, proveïment d'aigües, sanejament d'aigües residuals, residus urbans i industrials.
- b) Control sanitari d'indústries, activitats i serveis, transports, sorolls i vibracions.
- c) Control sanitari d'edificis i llocs d'habitatge i convivència humana, especialment dels centres d'alimentació, perruqueries, saunes i centres d'higiene personal, hotels i centres residencials, escoles, campaments turístics i àrees d'activitat físic esportives i d'esbarjo.
- d) Control sanitari de la distribució i subministrament d'aliments peribles, begudes i altres productes, directament o indirectament relacionats amb l'ús o consum humans, així com els mitjans del seu transport.
- e) Control sanitari dels cementiris i policia sanitària mortuòria.

## Patrimoni

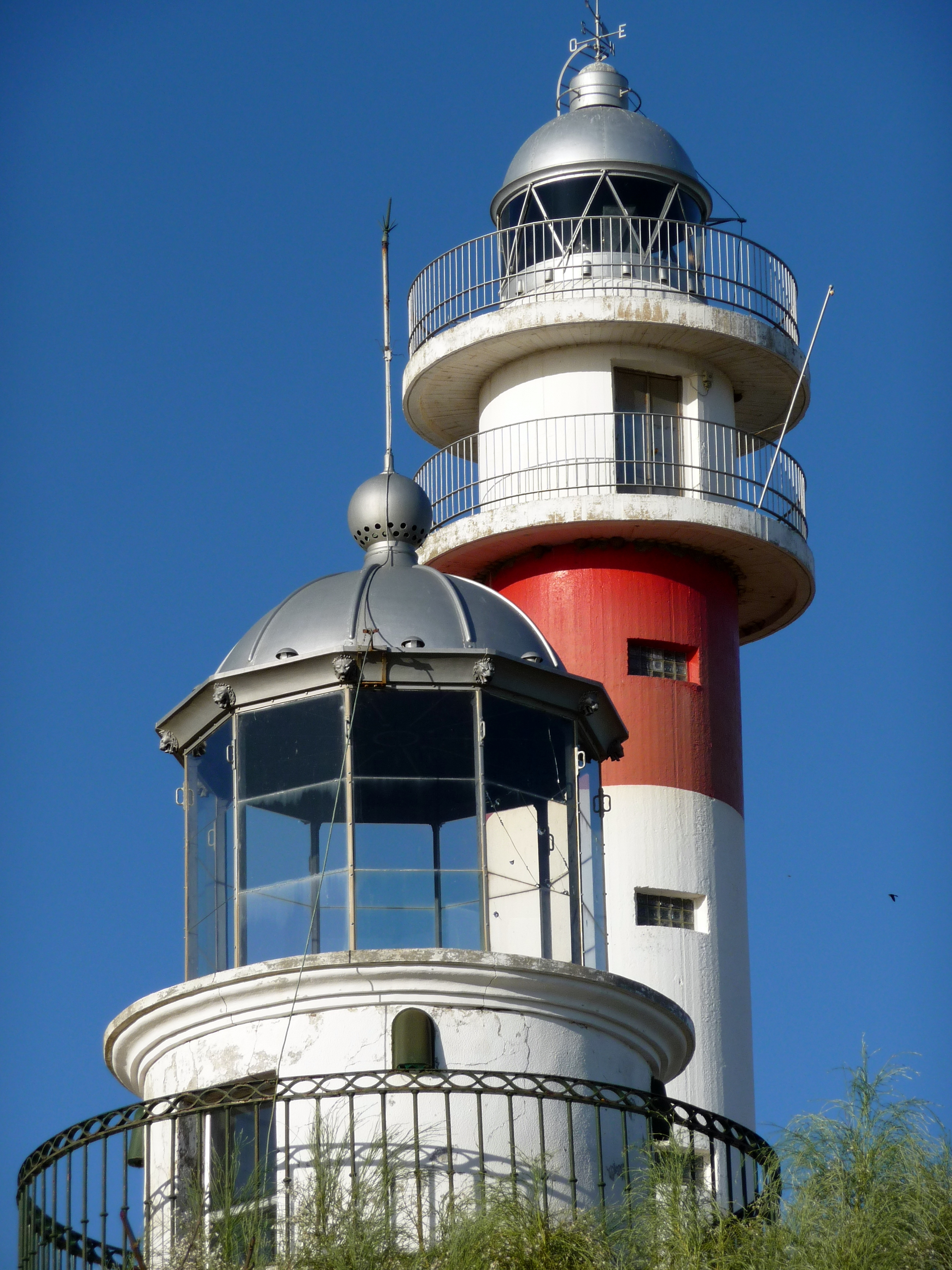
Fars a El Rompido.

Pel seu lloc privilegiat en el centre històric destaca el Castell fortalesa dels Zúñiga, construït sobre un pujol entre 1417 i 1420, és la construcció més important de la localitat. En ell destaquen el seu pati d'armes i les muralles de més de vuit metres d'altura que van ser restaurades a la fi dels anys 1990. Es complementa amb la porta mudèjar d'accés al recinte. Disposava a més de set torres emmerletades i una segona muralla baixa exterior, ambdues ja desaparegudes. La seva missió era la de vigilància dels terrenys que limitaven els senyorius de Lepe i Gibraleón, sobretot del Piedras. Al segle xviii es va projectar reconvertir-ho en caserna per a cos de guàrdia però descartat el projecte va acabar abandonat a 1812. Les Casas capitulessis, conjunt construït en 1555 amb nombroses reformes posteriors. que es complementen amb l'edifici de l'Ajuntament i la seva plaça, reformada a principis dels anys 2000, casa de la cultura i jutjats de pau. També són importants algunes edificacions singulars mudèjars datades al segle xvii, 1700 i 1850. També és interessant l'arquitectura popular civil amb cases de façana blanca i estreta però amb longitud considerable acabades generalment en patis i quadres o les ja desaparegudes fonts i safaretjos.
En El Rompido sobresurten els dos fars, el més nou d'ells encara en ús i el més antic, edificat el 1861 abans que el mateix llogaret, construït en maó i ostionera de Port Real.
Quant a arquitectura religiosa destaquen en el municipi:
- Antic Convent de Mercedaris Descalços de la Santíssima Trinitat, construït al segle xviii, a partir de l'any 1765, i situat a la zona centre.
- Parròquia de Sant Pere. Sobre una edificació del segle xv es va aixecar entre 1575 i 1606 un temple de fàbrica de maó, pedra i tapial. L'estil barreja elements mudèjars, renaixentistes i barrocs.[45]
- Ermita de la Nostra Senyora de Consolació, situada als afores i bon exemple del barroc andalús amb aportacions mudèjars. És una edificació de tres naus separades per arcs de tres obertures de mig punt.[46] Construïda per un indià al segle xvi va sofrir importants destrosses al terratrèmol de 1775. Després de la seva reparació es van afegir noves dependències en etapes successives, l'última d'elles en 1943.[45]

## Cultura
Cartaya no disposa de museu però la casa de la cultura acull diferents mostres al llarg de l'any. La Biblioteca Pública Municipal de Cartaya al Centre Cultural de la Vila. A més existeix un arxiu municipal amb documents des del segle xv.
Entre les instal·lacions culturals de la ciutat destaca el Centre Cultural Vila de Cartaya. També s'utilitza com a espai escènic el mateix pati d'armes del Castell dels Zúñiga, on entre d'altres, se celebra cada estiu elFestival Set sols, set llunes.

## Turisme

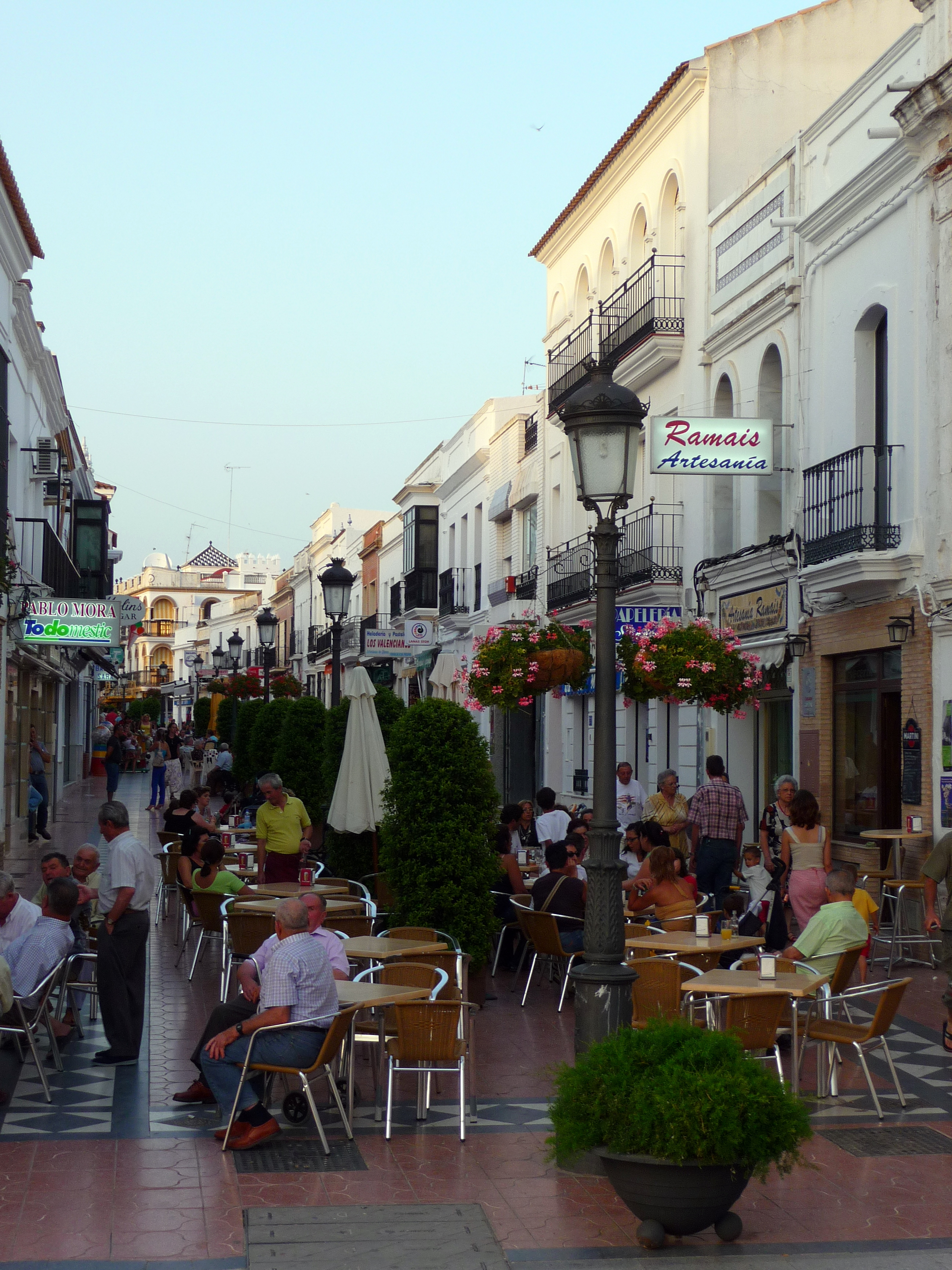
Calle de la Plaza, també coneguda per Plaza Llarga en contraposició a l'antiga Plaça Rodona de l'Ajuntament.

- Festes Patronals en honor de la Santíssima Verge del Rosario. Aquesta fira religiosa se celebra en honor de la patrona, la imatge de la qual,[47] obra de l'escultor León Ortega de [1939], es venera a l'Església Parroquial de Sant Pere. El primer diumenge d'octubre se celebra la tradicional missa i posterior processó. Als voltants del Pavelló Firal es troba el recinte firal, amb més d'un centenar de casetes, carrers i urbanització amb serveis a tot el recinte. Tot es troba distribuït entorn d'una plaça central on està situat l'escenari on es donen cita actuacions tant folklòriques com de música actual.
- Romeria de San Isidro. Se celebra al paratge natural que pren el nom de l'Ermita de San Isidro, a dos quilòmetres i mitjà del poble en direcció a El Rompido. La data de celebració és variable, i se situa normalment en l'últim cap de setmana de maig. Cartaya compta amb una de les més importants cabanes equines de la província de Huelva, per la qual cosa el cavall és protagonista indiscutible d'aquesta romeria. Dues setmanes abans té lloc la recerca del sant a la seva ermita en la prada i es trasllada al poble. Durant aquests dies la imatge roman a la parròquia de Sant Pere celebrant misses en el seu honor. El dijous anterior a la romeria se celebra una ofrena de flors en honor de Sant Isidre. El divendres es duu a terme el trasllat del sant i el simpecado (que roman en el poble durant tot l'any) a la prada. La romeria discorre en aquesta prada el divendres, dissabte i diumenge. El diumenge es trasllada de nou el simpecado al poble deixant així el sant en la seva ermita fins a l'any vinent.
- Festa de El Rompido. Té lloc l'últim cap de setmana del mes de juliol i s'han convertit en una de les cites més tradicionals i concorregudes de l'estiu a la costa de Huelva. Com a plat fort se celebra la processó de la Verge del Carme, a la qual els mariners passegen pel Riu Piedras a les seves embarcacions per brindar-li una ofrena de flors a les aigües que els proporcionen el sustento.
- Cavalcada de Reis. Nombroses carrosses recorren els carrers del municipi observades per moltes de les persones de les viles confrontants. Entre elles destaquen les que porten als Tres Reis Mags que van repartint caramels durant tot el recorregut, i que més tard acaben el recorregut en els balcons de l'Ajuntament de la ciutat d'on tiren els últims caramels juntament amb molts altres regals. La duen a terme un grup de persones entre les quals destaca l'artífex de la cavalcada Antonio Benítez González. En paral·lel està la festa dels joves que acudeixen al recinte firal per preparar els seus "Nadal" en les que l'Ajuntament de Cartaya deixa prestades les casetes de la fira perquè ciutadans puguin divertir-se sense que puguin ocasionar problemes als veïns de la ciutat.
- Setmana Santa. Compta amb algunes particularitats, com l'escenificació de l'acte sacramental del Davallament, quan un grup de germans, coneguts com els "sants homes", procedeixen a baixar de la creu a un Crist articulat per dipositar-ho en una urna del segle xvii en la qual procesiona pels carrers del poble. Aquesta representació té lloc el divendres sant, i abans, a la tarda, se celebra una missa en la qual el Crist articulat beneeix als fidels, sent aquest un moment que es viu amb molta intensitat i emoció pels seus devots. Una altra particularitat de la Setmana Santa a Cartaya és la processó de la Verge del Carme que se celebra el diumenge de Resurrecció i que representa un dels moments més intensos juntament amb la processó de "La Borriquita", el diumenge de Rams, la de la Verge de l'Esperança el dimecres sant, i la de Pare Jesús, en la madrugá, que recorre els carrers del municipi acompanyada de centenars de fidels. Una altra processó és la de la Vera+Creu, que té lloc el dijous sant.
- Cultes en honor de la Verge de Consolació. Entre agost i setembre tenen lloc aquests cultes, molt arrelats entre els cartayeros, mostra de la gran devoció que desperta aquesta imatge a la localitat. La imatge va ser realitzada el 1940 per Joaquín Gómez del Castillo, per substituir l'anterior desapareguda a 1936, i va ser sufragada per subscripció popular. Durant tot l'any rep culte en una ermita de la qual és titular als afores de la població. L'últim diumenge d'agost és traslladada a la Parròquia de Sant Pere, en la qual té lloc l'antiga i fervorosa novena, així com el Rosari pels carrers, elbesamansi la funció principal. El segon diumenge de setembre la Verge torna a l'ermita en processó, realitzant-se abans de l'entrada la tradicional licitació de maniguetas per a l'entrada a l'ermita, acte d'antiquíssima tradició.

## Mitjans de comunicació
Existeixen diferents publicacions de caràcter provincial, editades a Huelva i distribuïdes a Cartaya com són els diaris Huelva Información i Odiel Información. Altres són editades localment per l'ajuntament, com la Revista de Fira, de caràcter anual. L'emissora de ràdio local és Ràdio Cartaya, de caràcter municipal, igual que la televisió anomenada Costaluz TV.

## Esports
L'equip local és el A.D. Cartaya, club l'equip principal del qual milita en el Grup X de la Tercera Divisió. Va ser fundat en 1956 i en la temporada 2009/2010 tenia 500 socis.
En l'àmbit públic destaca l'Estadi "Luis Rodríguez Salvador" amb capacitat per a 4.500 espectadors i, annex a aquest, un Complex Esportiu. De caràcter privat existeix una pista de kàrting al costat de la zona coneguda com a San Isidro, a la carretera cap a El Rompido construït a 1996 que disposa de complex esportiu i de formació.

## Ciutats agermanades
- Loulé (Portugal)

## Personatges cèlebres
- Miguel de Vallinas (?-1675), heroi local que va perir en la defensa de San Miguel després d'un atac pirata.
- El futbolista Alejandro Marañón Pérez
- La investigadora Maria Casado